# Cornelis Helmbreecker
Œuvres principales
- Oratio de scholastici numeris difficultate habita (1628)
- Geluck-wenschinge (1629)

Cornelis (l'Ancien) Janszoon Helmbreecker ou Helmbreker, né en 1590 et mort le 29 mai 1654 était un organiste et compositeur néerlandais.

## Biographie

### Hoorn
Du 14 novembre 1612 jusqu'en 1619, Helmbreecker fut carillonneur et organiste de la ville de Hoorn (Frise-Occidentale), où il avait succédé à Pieter Dircksz. van Purmereynde. On est relativement bien renseigné sur les conditions de recrutement négociées par l'organiste Philips Jansz. Van Velsen de Haarlem, qui représentait les intérêts d’un jeune Helmbreecker qui, selon les sources, serait son neveu. Les documents concernant la nomination stipulent clairement que, si son oncle mourait avant la fin d'un délai de deux ans, Helmbreecker serait libre de choisir s'il voulait continuer ou mettre fin à son emploi à Hoorn. Avant la fin de ce délai, et afin d’obtenir pour son neveu le poste d'organiste de l'église de Hoogland, devenu vacant à la suite du décès de Jan, fils de Philips, Philips van Velsen s'adressa aux autorités municipales de Leyde avec une requête. Celle-ci indique sans équivoque que Cornelis Helmbreecker avait été l'élève du célèbre organiste et compositeur Jan Pieterszoon Sweelinck. À titre d'exemple, on énumère les tâches de Helmbreecker d'après les instructions acceptées avec sa nomination comme organiste de la ville de Hoorn. Helmbreecker accepta, en 1612, de jouer aux occasions suivantes : 
(1) les repas à l'hôtel de ville organisés par le bourgmestre, le collège et la cour, ainsi que l’entrée solennelle d'un prince ou d'un seigneur (occasion à laquelle il jouera du clavecin),
(2) avant et après les sermons,
(3) de la mi-octobre au 1er mars, chaque soir, pendant une heure.
En outre, on sait qu'assisté par le carillonneur Lucas Lemmink, il se plaignit auprès du bourgmestre, du collège et des autorités ecclésiastiques du bruit horrible produit par le carillon de la grande église de Hoorn et de son intonation.

### Haarlem

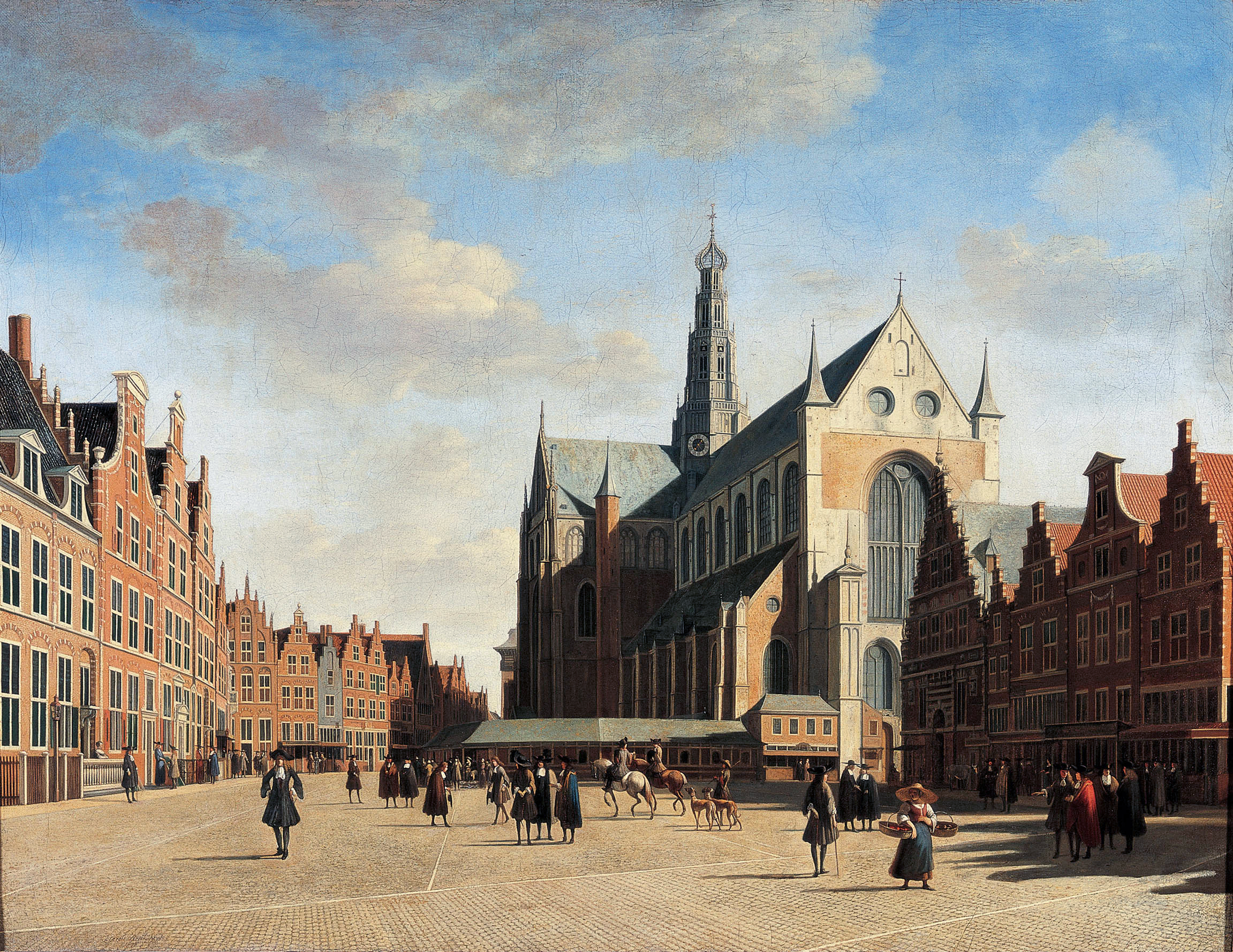
Le Grand Marché de Haarlem, dominé par l'église Saint-Bavon, où Helmbreecker occupa le poste d’organiste de 1619 à sa mort en 1654 (tableau de G.A. Berckheyde).

En 1619, Helmbreecker arriva à Haarlem pour y assister son oncle, Philips van Velsen, comme organiste auxiliaire et carillonneur de l'église Saint-Bavon (ou la « grande église »). Helmbreecker succéda à son oncle après le décès de celui-ci en 1625. Il occupa le poste d'organiste attitré jusqu'à sa mort en 1654. Son expertise en matière de facture d'orgues et de leur restauration fut sollicitée, entre autres, à La Haye, à Delft, à Bois-le-Duc, à Alkmaar et à Leyde.
L'estime de ses contemporains est reflétée par l'acte des bourgmestres de payer la décoration peinte du clavecin qu'il gardait dans sa maison. Lorsqu'on invoquait son expertise dans la facture d'orgues et dans leur restauration, Helmbreecker faisait appel à Salomon de Bray, architecte de la ville, poète et peintre, et s'appuyait sur son opinion.

## Œuvres
Peu de ses compositions nous sont parvenues.
- Une œuvre de circonstance sur des paroles de David van Horenbeeck, écrivain, maître de chant et chantre à l'église Saint-Bavon, a été publiée en 1628 par Adrianus Roman à Haarlem. Il s'agit d'une chanson d'accueil pour la nomination de Wilhelm van Nieuwenhuysen comme recteur du gymnase de la ville[9].  Les paroles de Horenbeeck, écrites en l’honneur du valeureux, pieux, lettré et très savant[10] Wilhelmus van Nieuwenhuysen, ancien recteur d’Enkhuizen venant à Haarlem en cette même qualité[11], sont adaptées à la mélodie de la célèbre chanson O nuict, jalouse nuict contre moy conjurée, harmonisée par Helmbreecker dans le style polyphonique.
- Une autre composition du même maître, Geluck-wenschinge, ajoutée à la source précédente, est un vœu de bonheur de Nouvel An à deux voix, de 1629, en l'honneur du même recteur de l’École latine : Lang Nieuwenhuysen, lang moet hij vreedsaem leven (Que Nieuwenhuysen vive longtemps en paix), avec une prière conclusive Geeft, Heer (Donne, Seigneur).  Cette composition de circonstance fut publiée en 1629 par Adrianus Roman (RISM H 5006).
- Le recueil ’t Uitnemend Kabinet II (Amsterdam, Paulus Matthysz, 1649)[12] contient aussi une pièce instrumentale de Helmbreecker : un prélude (Voorspel) composé pour un ensemble instrumental.
- Une composition sur des paroles néerlandaises, intitulée Adieu schoonheden Preutz, fut attribuée alternativement à Cornelis Helmbreecker l'Ancien et le Jeune.
- Des chants à quatre voix (4 Stemmige gezangen), composés sur les poèmes de Samuel Ampzing[13].
- Sa résolution du canon à quatre voix Chantez en exultation au Dieu qui habite en Sion de Claude Le Jeune, différente de celle de Jan Pieterszoon Sweelinck.  Sous forme manuscrite, elle figure sous celle de Sweelinck dans un exemplaire du Dodécacorde de Claude Le Jeune[14].

## Notoriété
Selon le musicologue Jan Valkestijn, le compositeur Helmbreecker se montre, dans ses Geluckwenschinge (Félicitations), un disciple fidèle de son maître, Sweelinck, et un homme de métier compétent. « Mais la fin des anciennes techniques de composition musicale, le stile antico, s’approche et fait place pour les figures de style de la seconda prattica dans le rapprochement croissant entre le texte et sa musique. Nombre de madrigalismes riches en sentiments expriment judicieusement le texte, par exemple lang (longue) par de longues notes, gebroken (brisé) par l'accord de trois sons brisés, tandis que la vivacité de la jeunesse est exprimée par un rythme plus folâtre, puis de façon plus affaissée et par la montée subséquente vers la maison céleste par des mélodies descendantes et montantes », toujours selon Jan Valkestijn.

## Ressources

### Sources
- « Cornelis Jansz. Helmbreecker », Biografisch Portaal van Nederland, [En ligne], [s. d.], réf. du 3 décembre 2014.
- Albert de Graaf, « Grote Kerk te Hoorn », Vereniging Oud Hoorn, [s. d.], consulté le 2 décembre 2014.
- Laurent Guillo, « Les deux recueils de musique de Zuoz/Washington (1580-1643) : sur deux témoins de la librairie musicale néerlandaise au XVIIe siècle », Tijdschrift van de Koninklijke Vereniging voor Nederlandse Muziekgeschiedenis 46/2 (1996), p. 137-152.
- Rudolf Rasch, Geschiedenis van de muziek in de Republiek der Zeven Verenigde Nederlanden 1572-1795: hoofdstuk zeven: de steden, 7 janvier 2013, consulté le 2 décembre 2014, p. 8.
- Hendrik Cornelis Rogge, « Gedichten van Samuel Ampzing en muziek van Cornelis Helmbreecker », Tijdschrift der Vereeniging voor Noord-Nederlands Muziekgeschiedenis 4/1 (1894), p. 49-53.
- Jan Valkestijn, Spaerens Vreuchden-Bron, Haarlem-Muziekstad in de Gouden Eeuw / Haarlem, city of music in the Golden Age [livret du Super audio CD], Barocco Locco, sous la direction de Fritz Heller, 2007, Aliud Records ACD HD 031-2.
- Christiaan Cornelis Vlam, « Sweelinckiana », Tijdschrift der Vereeniging voor Noord-Nederlands Muziekgeschiedenis 18/1 (1956), p. 37-42.